# Metellina mimetoides
Metellina mimetoides là một loài nhện trong họ Tetragnathidae.
Loài này thuộc chi Metellina. Metellina mimetoides được miêu tả năm 1941 bởi Chamberlin & Ivie.